# Referensmaterial
Referensmaterial (kinesiska: 参考资料?, pinyin: Cankao ziliao) är en kinesiskspråkig dagstidning med internationella nyheter som publiceras av den statliga nyhetsbyrån Nya Kina. Tidningen är hemlig och endast tillgänglig för högre tjänstemän.

## Bakgrund
Av nyhetsbyrån Nya Kinas egen dokumentation kan man sluta sig till att en daglig publikation med namnet Referensmaterial 1957 ersatte tidningen Referensnyheter som en strängt sekretessbelagd källa till information om skeenden i utlandet för ledande kadrer inom parti, regering och försvarsmakt. I detta historiska sammanhang är det viktigt att notera att ”referensmaterial” också är och förblir en vanlig kinesisk benämning på olika sorters mer eller mindre hemliga eller förtroliga publikationer (tidningar, tidskrifter, böcker mm), något som hela tiden skapat förvirring bland utlänningar intresserade av det kinesiska kommunistpartiets informationshantering. Denna Wikipediaartikel handlar uteslutande om den Nya Kina-publikation (om man tar dess yttre form i beaktande borde den egentligen kallas för en daglig tidskrift: ett nummer är ca 18 x 26 cm stort och kan ha mer än 100 sidor) som bär namnet Referensmaterial.
Exakt hur stor redaktionella resurser Referensmaterial hade på 1950-talet är inte bekant, men i nyhetsbyrån Nya Kinas arbetsplan för 1957 sägs det att antalet sidor i varje nummer nu skulle öka ”från 80 till 104” (här avsågs upplagan på vardagar: söndagsupplagan var bara hälften så tjock, enligt uppgift p.g.a. att ”utländska nyhetsbyråer publicerar färre telegram på helgerna”) och att man planerade att nyanställa ytterligare ”tjugotvå översättare med kunskaper i ryska, engelska och franska”. Läsekretsen var starkt begränsad, och upplagan översteg förmodligen inte två tusen.  I en tal 1958 uttalade en medlem i nyhetsbyrån Nya Kinas ledning en förhoppning om att Referensmaterial inom några skulle kunna bli till ”en av de viktigaste kanalerna genom vilka partiledningen håller sig informerad om det internationella läget”. Ifall detta måste tolkas som att den vid denna tidpunkt ännu inte var just det är svårt att avgöra.